# Juli 2025
Dit artikel geeft een chronologisch overzicht van de belangrijkste gebeurtenissen per dag in de maand juli van het jaar 2025.

## Gebeurtenissen

### 1 juli
- In Nederland is op 30 juni om 10:00 uur het Nationaal Hitteplan van kracht geworden.[1] Van dinsdag 1 juli 10:00 uur tot woensdag 2 juli 20:00 uur vaardigt het KNMI voor de provincies Noord-Brabant, Gelderland en Limburg code oranje uit. Voor de rest van het land is code geel afgevaardigd.[2][3]

### 3 juli
- Op een grote weide in het Belgische dorpje Werchter begint de vijftigste jubileum-editie van het vierdaagse muziekfestival Rock Werchter. Op de eerste dag treden onder meer de 78-jarige rock- en punkzanger Iggy Pop en de rockband Linkin Park met zangeres Emily Armstrong op.[4]

- De nieuwe en omstreden Amerikaanse begrotingswet van president Donald Trump, bijgenaamd Big, Beautiful Bill, wordt goedgekeurd door het Huis van Afgevaardigden. Twee dagen eerder keurde de Senaat de wet ook goed.[5]

### 4 juli
- Bij een tankstation in Prenestino, een wijk van de Italiaanse hoofdstad Rome, rijdt een tankwagen tegen een gasleiding. De hierdoor veroorzaakte explosie is zo luid dat deze in de hele stad hoorbaar is. Er vallen zeker 21 gewonden.[6]
- Na een split van zestien jaar geeft de Britse band Oasis in Cardiff, Wales hun eerste van 41 reünieconcerten.[7]
- De Amerikaanse staat Texas wordt getroffen door overstromingen na zware regenval.[8] De rivier Guadalupe treedt buiten haar oevers. Het aantal doden loopt op tot boven de 100, onder wie 28 kinderen. Tientallen mensen worden nog vermist.[9]

### 5 juli
- Ozzy Osbourne geeft met Black Sabbath zijn allerlaatste concert in Birmingham waar hij opgroeide.[10] Hij overlijdt enkele weken later.[11]

### 7 juli
- In Polen wordt opnieuw begonnen met controles langs de grenzen met Duitsland en Litouwen, ondanks de verdragen van Schengen volgens welke er binnen Europa vrij gereisd moet kunnen worden. De controles zijn een reactie op de hernieuwde grenscontroles in Nederland, België en Duitsland.[12][13]

### 9 juli
- In de Indiase deelstaat Gujarat vallen zeker 11 doden als een brug instort. De brug verbindt de districten Ananad en Vadorada over de Mahi-rivier.[14]
- Het Europees Hof voor de Rechten van de Mens houdt Rusland officieel verantwoordelijk voor het neerhalen op 17 juli 2014 van Malaysia Airlines-vlucht 17, waarbij 298 doden vielen. De zaak was door Nederland bij het Hof aangespannen.[15]

### 10 juli
- De originele Hermès-tas van de Engelse actrice Jane Birkin wordt bij Sotheby's in Parijs geveild voor een recordbedrag van 8,6 miljoen euro (inclusief veilingkosten).[16]

### 11 juli
- In Srebrenica (Bosnië en Herzegovina) wordt de genocide bij de val van Srebrenica van precies 30 jaar geleden (tijdens de Bosnische Burgeroorlog) herdacht, waarbij meer dan 8000 mannen en jongens omkwamen. Op het Churchillplein in Den Haag wordt een herdenkingssteen geplaatst met daarop de namen van de slachtoffers.[17]
- In het noorden van Irak verbranden enkele tientallen voormalige PKK-strijders bij wijze van ceremonie hun wapens, als symbolische stap in de richting van volledige ontwapening.

### 12 juli
- Frankrijk roept 12 juli uit tot herdenkingsdag voor Alfred Dreyfus, bekend van de Dreyfusaffaire, een gerechtelijk schandaal rond 1900.[18]

### 13 juli
- Chelsea is de allereerste wereldkampioen voetbal voor clubs in de opzet met 32 deelnemers. Op het toernooi in de Verenigde Staten verslaat de Engelse voetbalclub in de finale het Franse Paris Saint-Germain met 3-0.[19]

### 14 juli
- In een massagraf bij een voormalig nonnenklooster in Tuam (Ierland) beginnen de opgravingen van honderden lijkjes van baby's en peuters, die tussen 1925 en 1961 omkwamen door ontbering in het opvanghuis van de Zusters van Bon Secours. Het doel is de slachtoffers te identificeren en te herbegraven.[20]

- In Frankrijk reikt op zijn nationale feestdag het Légion d'Honneur uit aan Gisèle Pélicot. Men roemde haar moedige, waardige houding tijdens de Mazan-verkrachtingsrechtzaak in 2024 tegen haar ex-man Dominique Pélicot, die haar negen jaar lang drogeerde, verkrachtte en door anderen liet misbruiken. Zij werd een icoon van de feministische beweging voor haar strijd tegen seksueel geweld jegens vrouwen.[21]

### 16 juli
- Twee dagen voordat het Belgische dance-evenement Tomorrowland in Boom van start gaat, wordt het hoofdpodium volledig vernietigd door een grote brand. Het evenement gaat desondanks door.[22]

### 17 juli
- Het Israëlische leger, dat in oorlog is met Hamas, bombardeert in Gaza-Stad de enige rooms-katholieke kerk, de Kerk van de Heilige Familie. Op dat moment schuilen hier zo'n 600 ontheemde Gazanen en gehandicapte kinderen. Er vallen drie doden en verscheidene gewonden.[23]

### 19 juli
- Een grootschalige geweldsuitbraak in Zuid-Syrië bereikt een hoogtepunt. In de stad Suwayda en omgeving vallen meer dan 1.000 doden. Vooral de Druzen, een etnoreligieuze minderheid in het betreffende gebied, zijn het slachtoffer. Israël biedt naar eigen zeggen ondersteuning aan deze groep, maar critici menen dat het vooral een dekmantel van Israëlische zijde is om meer invloed in dit deel van Syrië te krijgen.[24][25]

### 20 juli
- De meest beruchte drugsbaas uit Ecuador, José Adolfo Macías Villamar, alias Fito, wordt enkele weken na zijn arrestatie uitgeleverd aan de Verenigde Staten.[26]

### 21 juli
- De Belgische federale regering van premier Bart De Wever bereikt een zomerakkoord over hervormingen in de pensioenen, de arbeidsmarkt, de zorg en fiscaliteit.[27]
- Een F-7 BGI jachtvliegtuig van de Bangladese luchtmacht stort neer op een school in Dhaka, waarbij 31 mensen om het leven komen, onder wie de piloot.[28]

### 22 juli
- Bangladese studenten verzamelen zich in Dhaka en protesteren naast de plaats van het ongeluk, ze eisen een 'nauwkeurige' openbaarstelling van de identiteiten van de slachtoffers, compensatie voor hun families en een onmiddellijke stopzetting van het gebruik van 'verouderde en onveilige' gevechtsvliegtuigen door de Bangladese luchtmacht.[29]

### 24 juli
- Het grensconflict tussen Thailand en Cambodja escaleert; beide landen wisselen raketaanvallen uit, waaruit 16 doden bevestigd zijn.[30]
- 43 mensen komen om bij de crash van Angara Airlines-vlucht 2311, een Antonov An-24-vliegtuig, in de buurt van Tynda, in het Russische Verre Oosten.[31]
- Emmanuel Macron kondigt aan dat Frankrijk de staat Palestina in september 2025 zal erkennen, ter gelegenheid van de Algemene Vergadering van de Verenigde Naties. De Verenigde Staten en Israël distantiëren zich hevig van Macrons besluit..[32]

### 26 juli
- Thailand en Cambodja zetten de gevechten voort, de wereldgemeenschap roept tot een wapenstilstand, maar beide landen zijn het oneens over de voorwaarden hiervan. Het aantal bevestigde doden stijgt tot 33 en 173.000 mensen vluchten uit het grensgebied.[33]

### 27 juli
- In de Duitse deelstaat Baden-Württemberg ontspoorde een passagierstrein. Het ongeluk kostte het leven aan 3 mensen en tientallen anderen raakten gewond. De Duitse politie doet nog onderzoek naar de oorzaken van het ongeluk, er wordt gedacht dat het is veroorzaakt door een aardverschuiving als gevolg van de hevige regenval die dag.[34]
- In Komanda, een dorp in het noordoosten van de Democratische Republiek Congo vallen militanten van de islamitische terreurgroep ADF een katholieke kerk aan. Er vallen tientallen doden.

### 28 juli
- Thailand en Cambodja gaan akkoord met een wapenstilstand aan hun omstreden grens. De wapenstilstand is voornamelijk te danken aan de bemiddeling van Maleisië en de Maleisische premier Anwar Ibrahim. Het conflict kostte in totaal het leven aan 35 mensen, van wie ongeveer twee derde burgers waren, en 300.000 mensen moesten het grensgebied ontvluchten als gevolg van het conflict.[35]
- De Amerikaanse president Donald Trump kondigt een handelsverdrag aan na overleg met de voorzitter van de Europese Commissie Ursula von der Leyen.  Ongeveer 70% van de Europese goederen zou met een invoerheffing van 15% te maken krijgen als ze de Verenigde Staten binnenkomen, dit is een verlaging van Trumps eerste plan om een invoerheffing van 30% te plaatsen op Europese goederen.[36]

### 29 juli
- Na Frankrijk kondigt nu ook het Verenigd Koninkrijk aan de staat Palestina in september te zullen erkennen. Premier Keir Starmer wil op deze manier een einde maken aan de "afschuwelijke situatie" in de Gazastrook waar de oorlog in Gaza vanaf 2023 toe heeft geleid. Ook eist het Verenigd Koninkrijk een staakt-het-vuren en een eind aan de Israëlische annexatie van de Westelijke Jordaanoever.[37]

## Overleden
← · januari · februari · maart · april · mei · juni · juli · augustus · september · oktober · november · december ·  →